# Save the Day
〈Save the Day〉是美國女歌手瑪麗亞·凱莉在2020年8月21日發行的單曲。〈Save the Day〉是凱莉第八張合輯《藏愛》的首張單曲，由哥倫比亞唱片及Legacy唱片發行 ，瑪麗亞·凱莉、杰梅因·杜普里、James "Big Jim" Wright、Charles Fox及Norman Gimbel作詞編曲。由瑪麗亞·凱莉及杰梅因·杜普里監製。
歌曲採樣自美國女歌手勞琳·希爾所屬組合難民營樂隊的〈Killing Me Softly with His Song〉。

## 背景
瑪麗亞·凱莉和她的長期音樂拍擋杰梅因·杜普里於2011年開始製作此曲。凱莉原意希望集合其他音樂家例如玛丽·布莱姬及泰勒·斯威夫特合唱，把此曲作為公益歌曲。歌曲靈感來自美國公益組織Points of Light。
2011年3月，瑪麗亞·凱莉的發言人表示，〈Save the Day〉是為凱莉第十四張錄音室專輯《聽我...歌情萬種》而寫的，版權收益將會全數捐出予人權組織。發言人指凱莉將繼續把她的時間及金錢捐贈給國內外的許多組織。
2012年2月11日，凱莉於自己的推特賬戶表示，這首歌「由於非常特殊的原因」而處於製作停滯狀態，將不日公開。

## 宣傳及發行
2020年8月19日，瑪麗亞·凱莉宣佈〈Save the Day〉將以第八張合輯《藏愛》首張單曲的身份發行 。發行前一天，凱莉邀請粉絲、記者及朋友舉行私人Zoom視像聆聽派對。凱莉於聆聽派對上表示，發行歌曲時正值2019冠狀病毒病於全球大流行，她認為〈Save the Day〉的歌詞剛好符合時局，希望大家能夠抱有希望並團結一致。凱莉又指自己是採樣原曲《Killing Me Softly with His Song》的粉絲。凱莉又讚賞勞琳·希爾，認為她是一位出色的藝人，並感謝希爾批准她採樣。

## 評價
《Billboard》認為發行歌曲時正值2019冠狀病毒病肆虐，凱莉的歌詞能傳達及時信息，聲線「發自內心情感，令人感動」。再加上凱莉的經典高音、勞琳·希爾的聲線以及傑梅因·杜普里的音樂，給予〈Save the Day〉高度評價。

## 榜單成績
| 榜單（2020年）                   | 最高排位 |
| -------------------------------- | -------- |
| 匈牙利（四十強單曲榜）           | 23       |
| 蘇格蘭（官方榜单公司單曲榜）     | 46       |
| 英國（官方榜單公司單曲下載榜）   | 36       |
| 美國（《告示牌》數位歌曲銷售榜） | 15       |
| 美國（《告示牌》熱門節奏藍調）   | 12       |